# Gustav Adolf Bredow

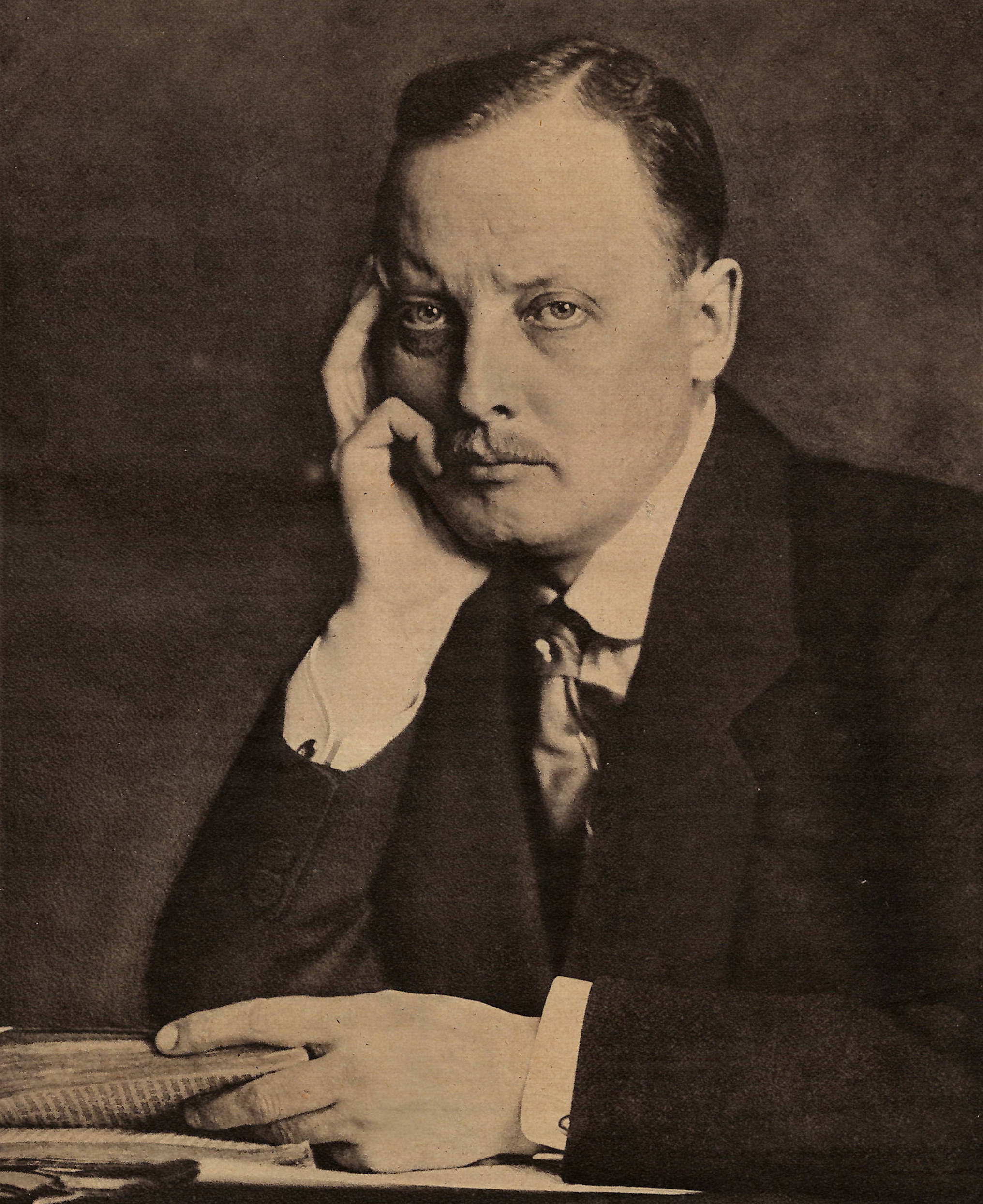
Gustav Adolf Bredow, fotografiert von Hubert Lill, um 1914

Gustav Adolf Bredow (* 22. August 1875 in Krefeld; † 23. April 1950 in Stuttgart) war ein deutscher Bildhauer und Medailleur.

## Leben
Gustav Adolf Bredow studierte ab 1892 an der Kunstakademie Düsseldorf und arbeitete dort im Atelier von Clemens Buscher sowie in verschiedenen anderen Ateliers und Werkstätten in Norddeutschland. 1897 ließ er sich in Stuttgart nieder. Einer seiner Arbeitsschwerpunkte war sakrale Plastik. Er wurde mit dem Ehrentitel eines Professors ausgezeichnet.
1914 hielt Bredow sich einige Monate in Buenos Aires auf. Während des Ersten Weltkriegs (möglicherweise auf der Rückreise aus Südamerika) geriet er in britische Kriegsgefangenschaft auf der Isle of Man. Im dortigen Internierungslager richtete Bredow eine Zeichenschule ein, in der der Maler Franz Sales Gebhardt-Westerbuchberg einer seiner Schüler wurde.
Trotz des allgemeinen Rückgangs des plastischem Bauschmucks in der Architektur der 1920er Jahre war er auch in dieser Zeit weiterhin erfolgreich, so ist z. B. seine Teilnahme an der Deutschen Kunstausstellung 1930 im Münchner Glaspalast belegt. Von 1939 bis 1944 war er auf allen Großen Deutschen Kunstausstellungen in München mit insgesamt elf Arbeiten vertreten, von denen Goebbels 1944 die Metall-Plastik Brunnenputte für 4000 RM erwarb. Bredow wurde als wichtiger bildender Künstler des NS-Staats in die der Gottbegnadeten-Liste aufgenommen.

## Werk (Auswahl)

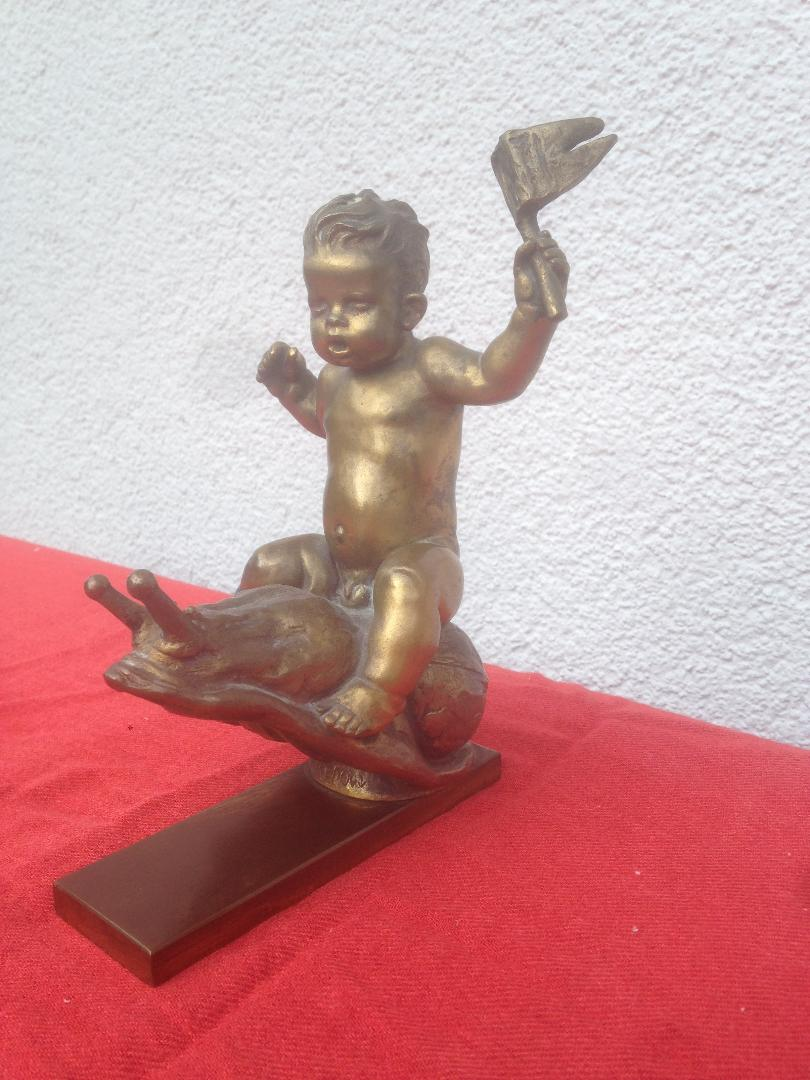

- 1908: Bauplastik an der Neuen Villa Haux in Ebingen[8]
- 1909: Bauplastik am Schauspielhaus in Stuttgart[8]
- 1910: Wettbewerbsentwurf für einen Monumentalbrunnen in Buenos Aires (prämiert mit dem 1. Preis in Höhe von 8.000 Mark);[9] Der Brunnen-Entwurf wurde einige Jahre später ausgeführt, die gesamte Anlage der Plaza Alemania jedoch erst 1964 vollendet.[3]
- vor  1911: Skulptur einer Mutter mit ihrem trauernden Sohn als Grabmal der Familie Schiedmayer auf dem Stuttgarter Pragfriedhof, Abteilung 6[8]
- vor  1911: Grabmal der Familie Marschall in Neresheim[8]
- 1911: Bauplastik am Linden-Museum in Stuttgart
- um 1910/1913: Relief Mutter mit zwei Kindern (Kupfertreibarbeit) am Eingang zum Großen Festsaal im Neuen Rathaus in Hannover
(von dem hannoverschen Bauhistoriker Klaus Dieckmann als Verkörperung der „werktätigen Liebe“ bzw. Allegorie auf die Fürsorge der Landeshauptstadt für ihre Bürger interpretiert)[10]
- vor 1914: Bergpredigt-Relief für die Matthäuskirche in Stuttgart[11]
- vor  1914: Grabmal der Familie Pflaum auf dem Stuttgarter Pragfriedhof[11]
- nach 1918: Gefallenen-Ehrenmal auf dem Friedhof in Zuffenhausen bei Stuttgart[12]
- 1919: Skulptur Duitse dame (Deutsche Frau) als Grabmal für die während des Ersten Weltkriegs in der niederländischen Internierung verstorbenen deutschen Staatsbürger auf dem Allgemeinen Friedhof Crooswijk in Rotterdam
- 1923: Mercuriusfontein (Merkur-Brunnen) in Leeuwarden
- um 1925: vier Figuren und ornamentaler Schmuck an der Südfassade der Reichsbank-Hauptstelle Stuttgart[13]
- um 1930: Däumling, auf Schnecke reitend, Bronzeskulptur, Privatbesitz
- 1934: Akt, Porzellanfigur der Firma Rosenthal
- 1939: Bronzebüste Johannes Kepler im Kepler-Museum Weil der Stadt

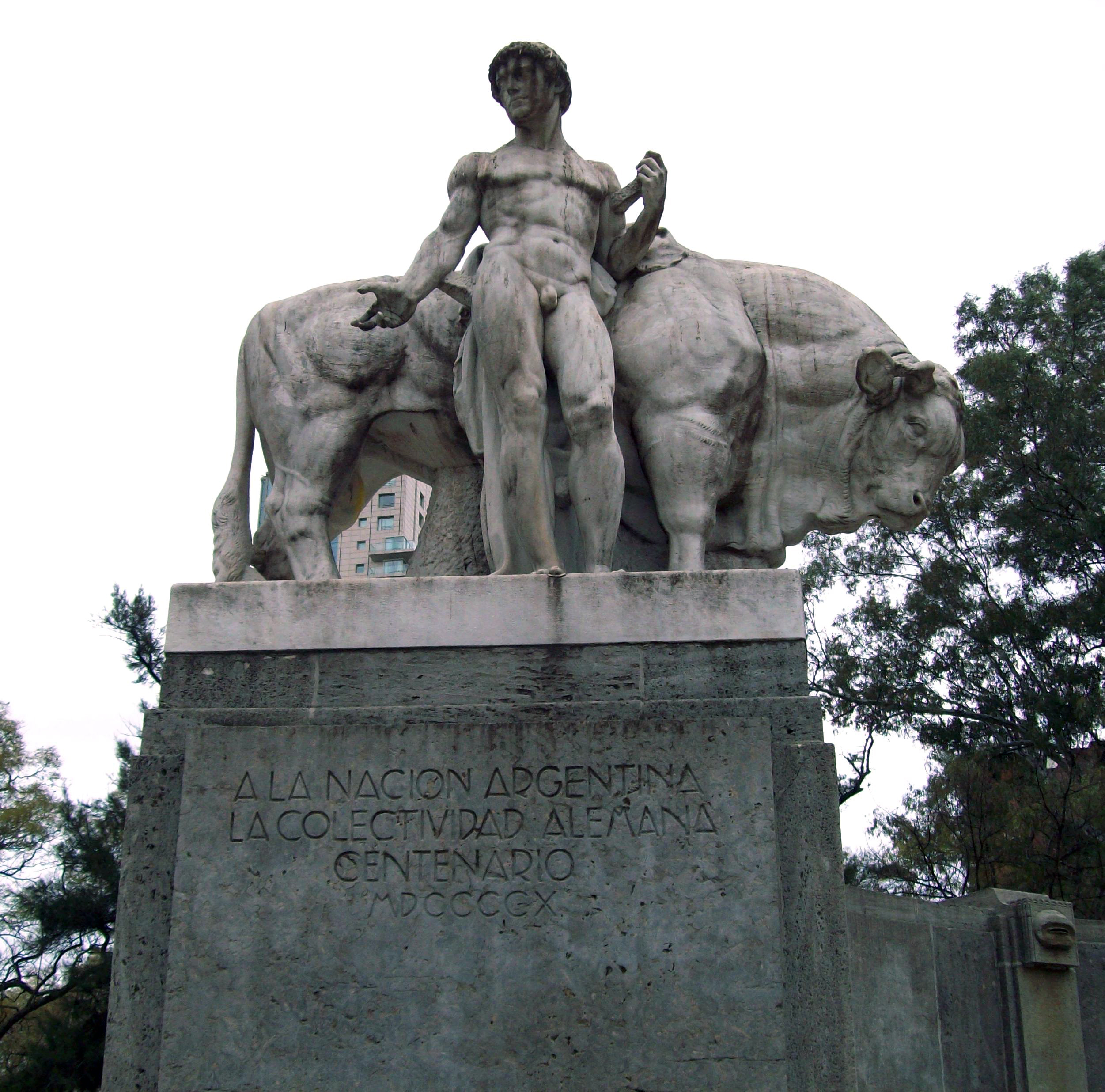
Brunnenplastik am Fuente Riqueza Agropecuaria Argentina in Buenos Aires
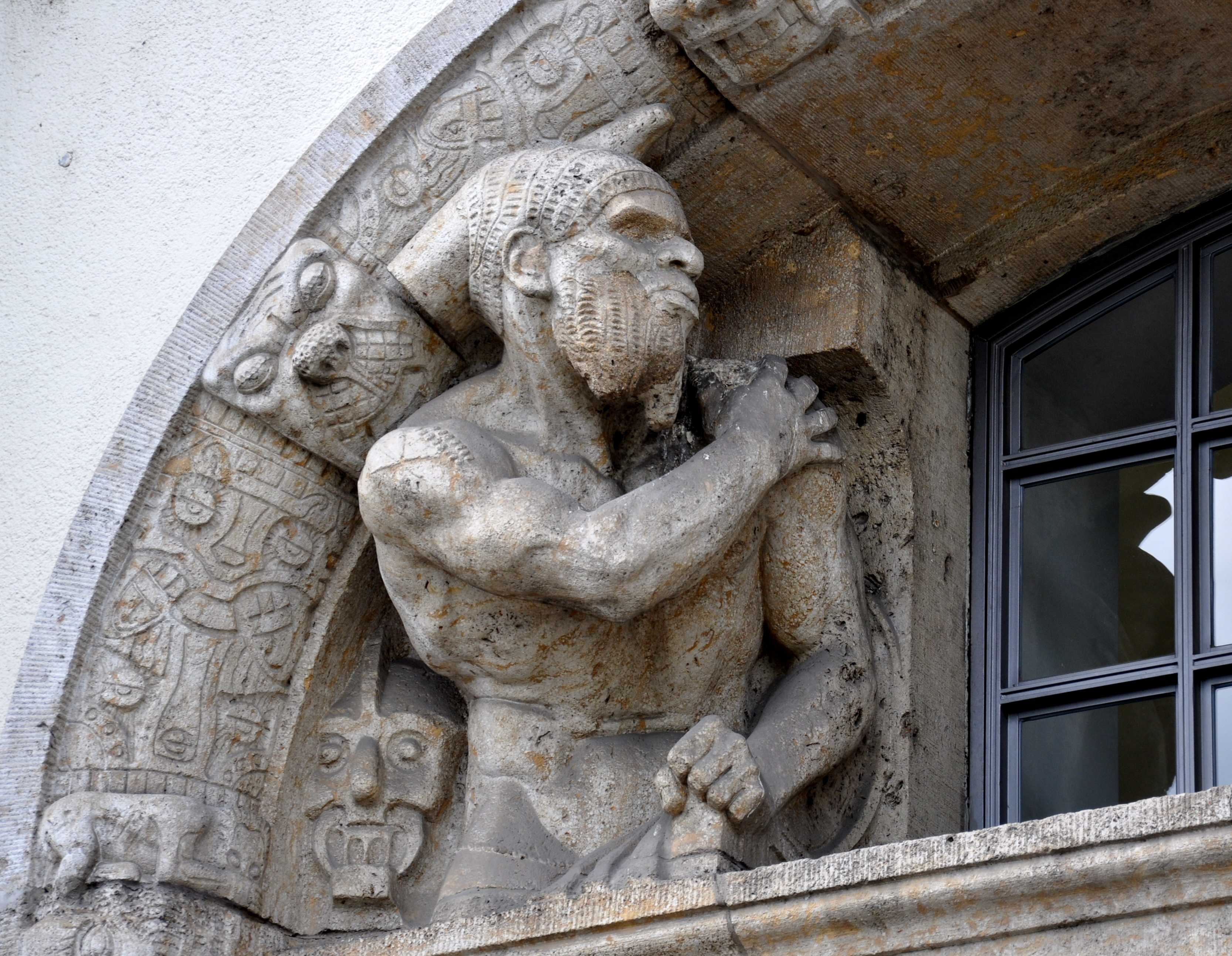
Bauplastik am Portal des Linden-Museums in Stuttgart (links)
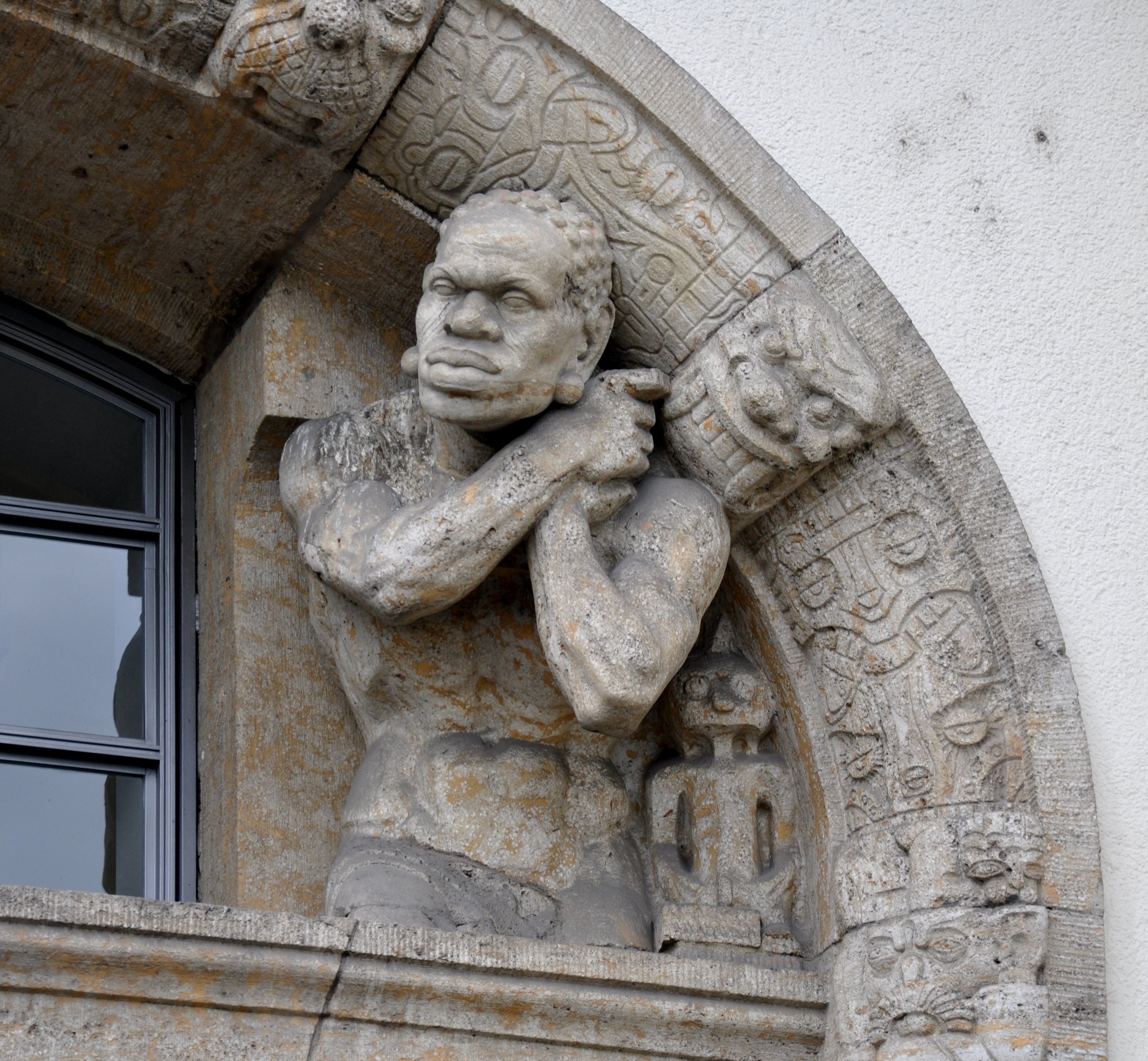
Bauplastik am Portal des Linden-Museums in Stuttgart (rechts)
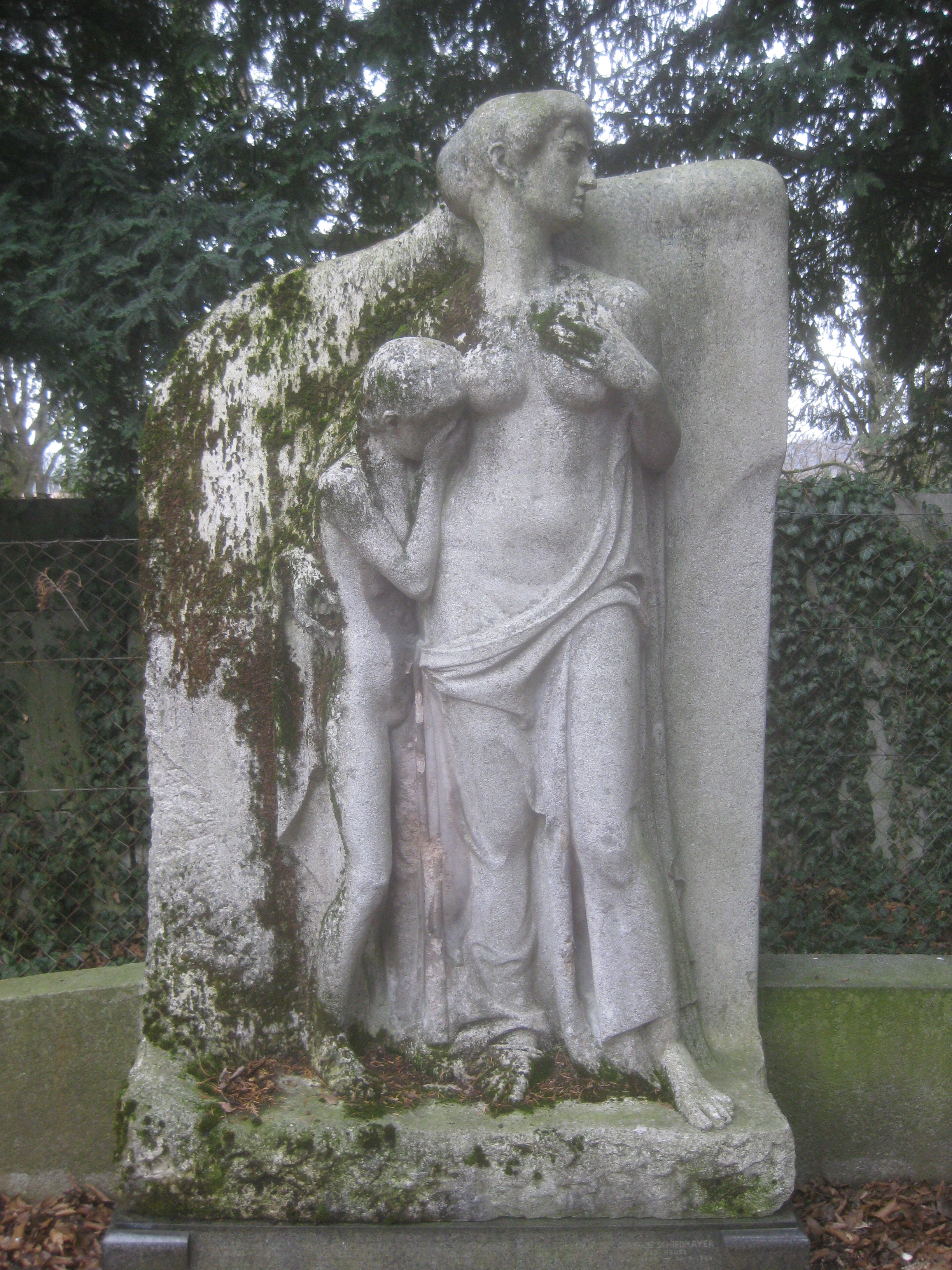
Grabmal Schiedmayer in Stuttgart
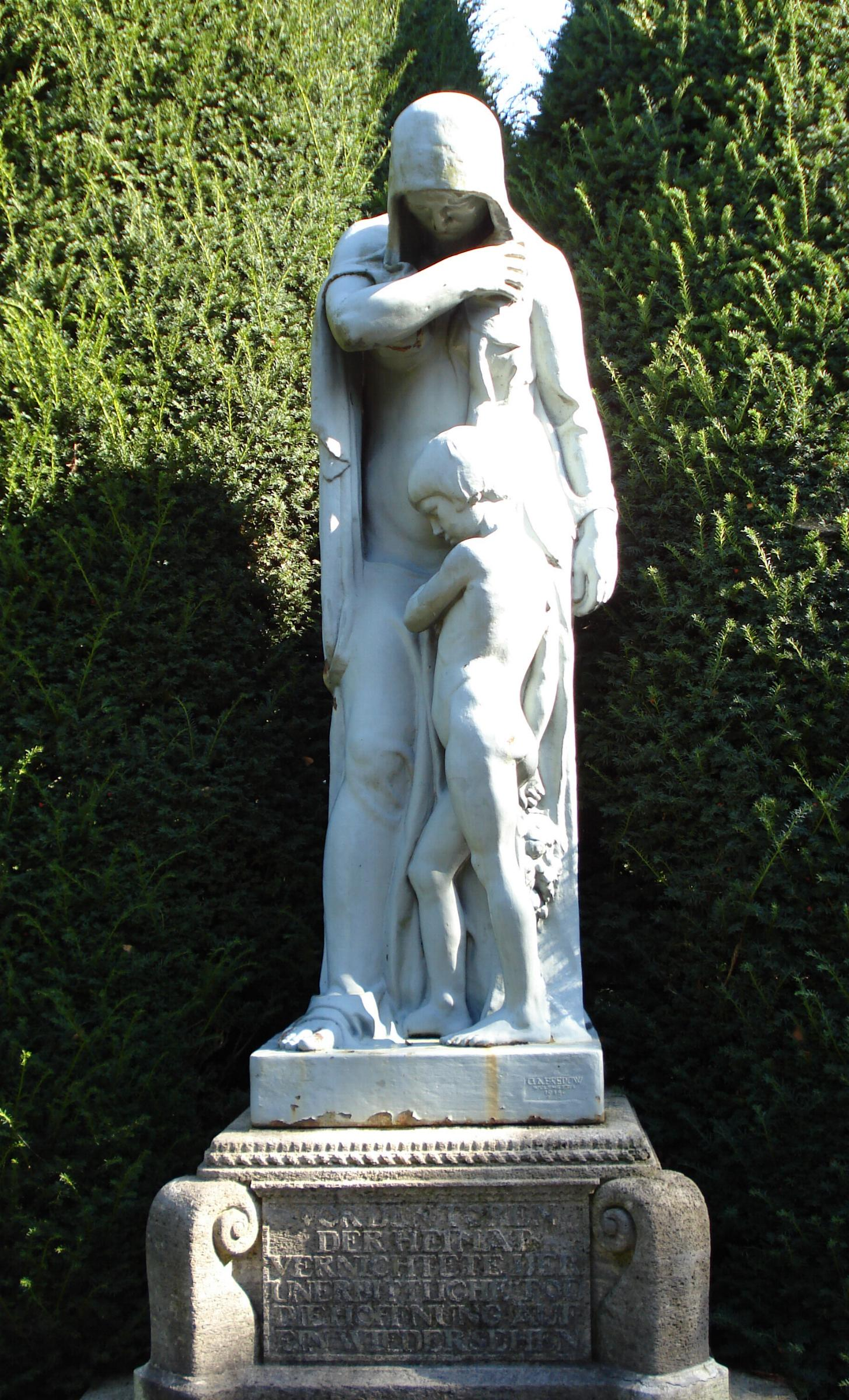
Duitse dame auf dem Allgemeinen Friedhof Crooswijk in Rotterdam
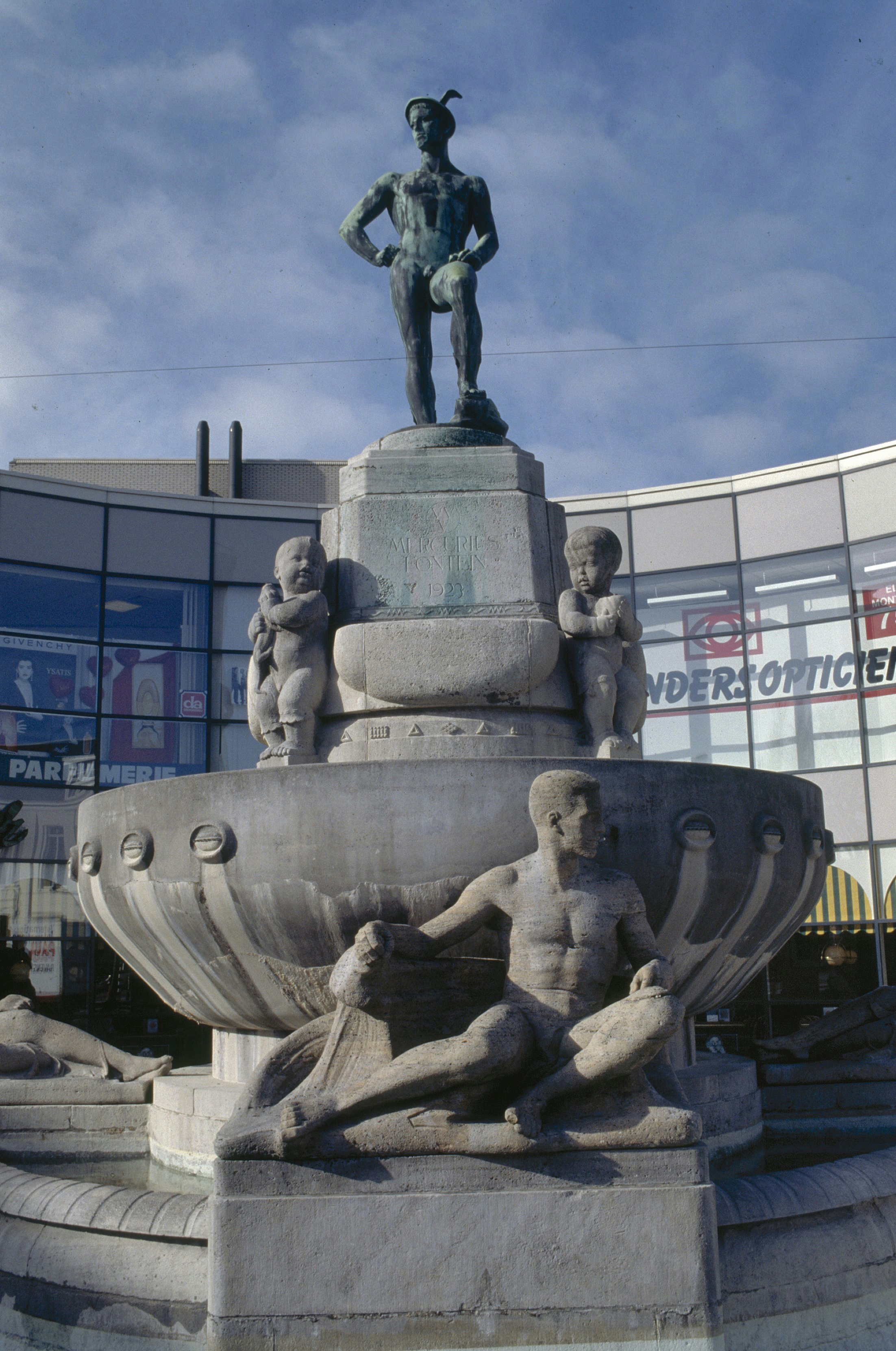
Mercuriusfontein in Leeuwarden
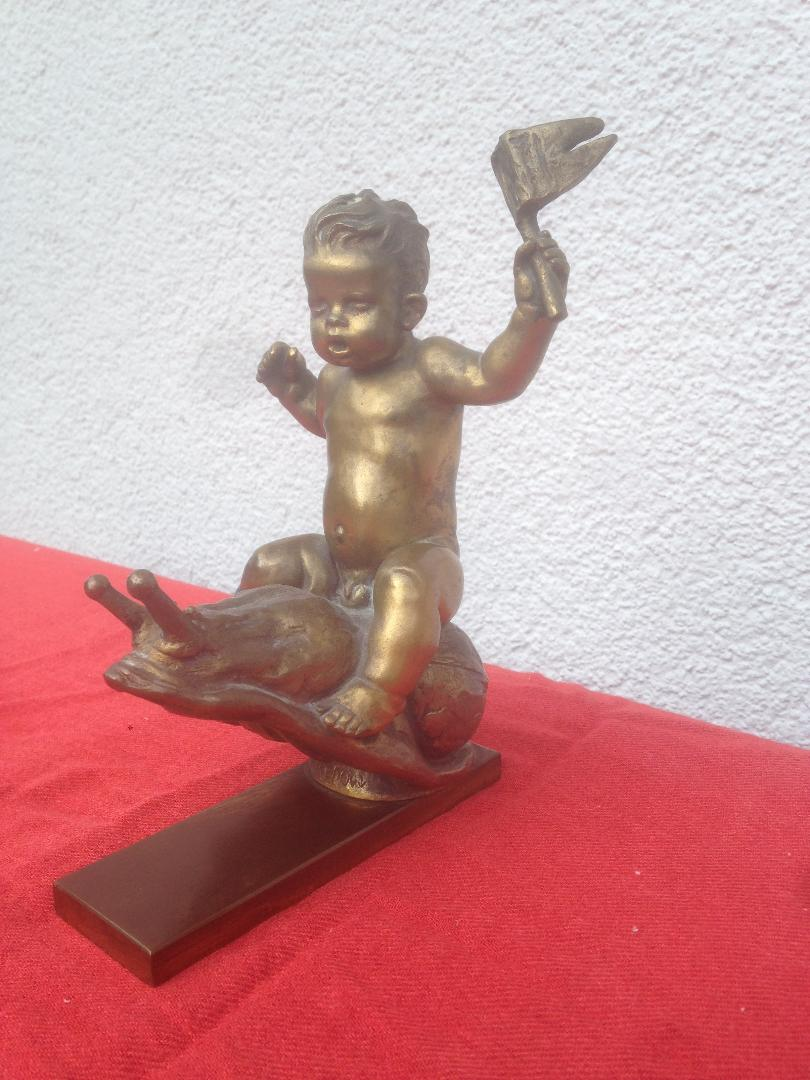
Däumling, auf Schnecke reitend, Bronzeskulptur, 21 cm, um 1930, Privatbesitz